# 九仙山 (广丰)
九仙山位于中国江西省上饶市广丰县铜钹山镇高阳村，海拔高571米，是一座险峻的岩石山，与南侧的白花岩同属丹霞地貌。西侧毗邻军潭水库（九仙湖）。
《讀史方輿紀要》载：“九仙山，在县南六十里，峰峦环叠，绵亘数十里，与浦城县接界，深险难穷，盗贼往往啸聚于此。其相接者为白花岩，岩之南为清风峡，皆奇峻。”
明末清初时，黄道周与詹兆恒等守广信府，于顺治三年（1646年）兵败。残部退守铜钹山和九仙山等地，高阳人杨文率众来归。后杨据山聚众，托名起义。顺治十一年（1654年）十月，杨文被乱炮击中身死。九仙山城堡杨文起义军留下的遗址，1987年被列为江西省文物保护单位，今仅残存数十米的城墙墙基，南城门是1980年代重新修缮的。

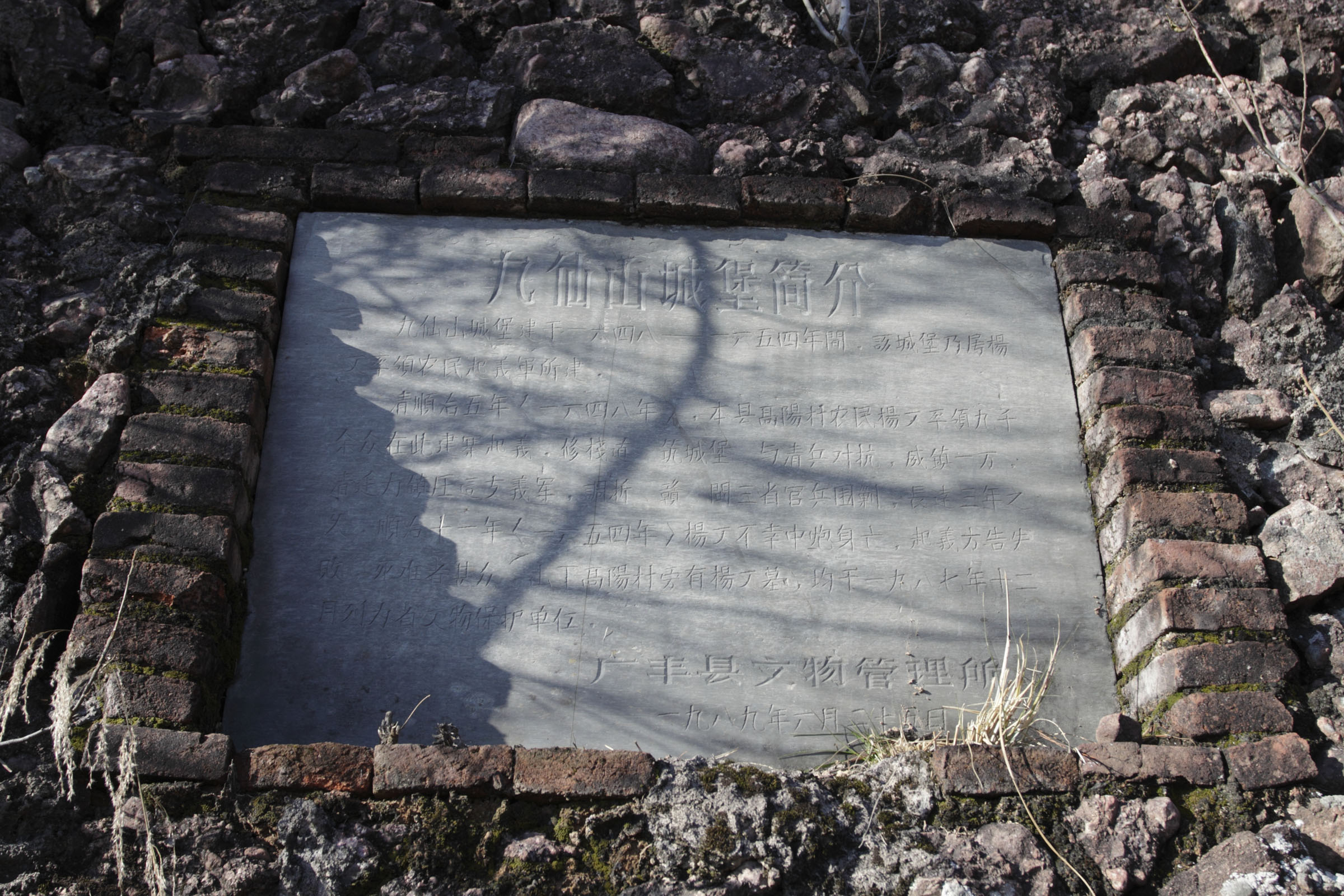
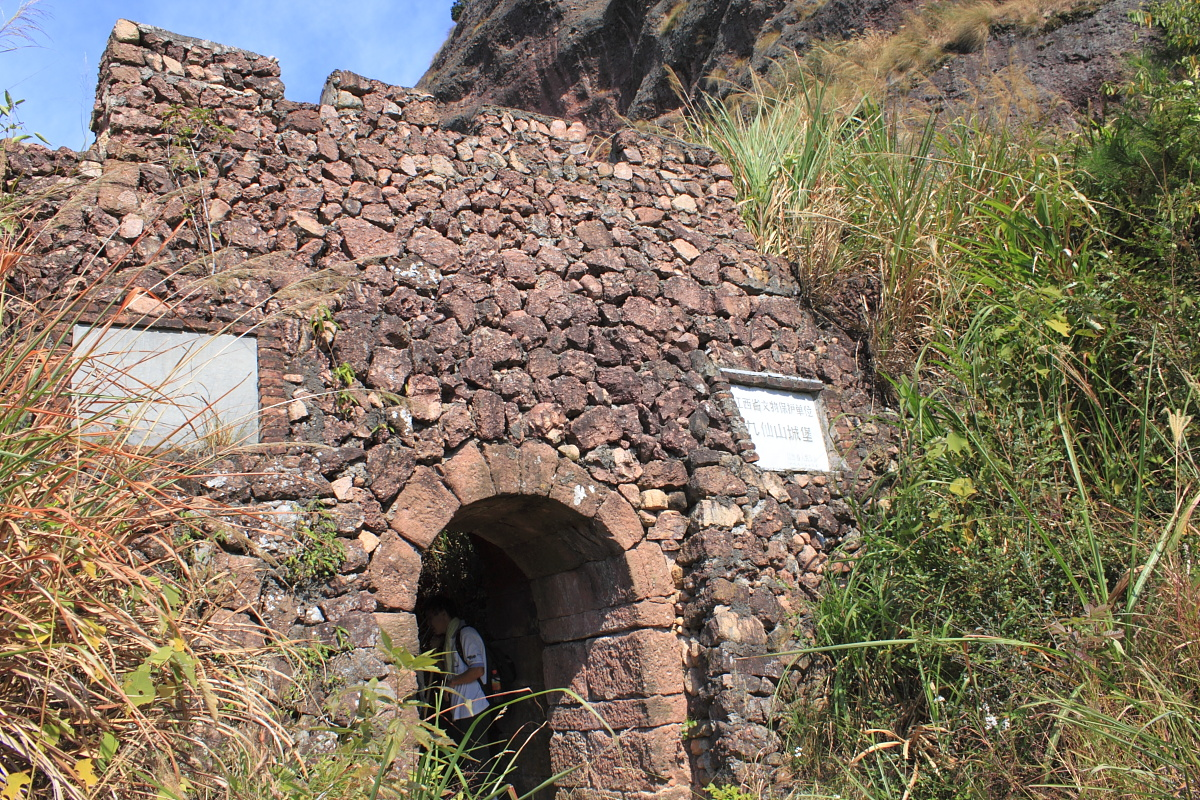
南城门
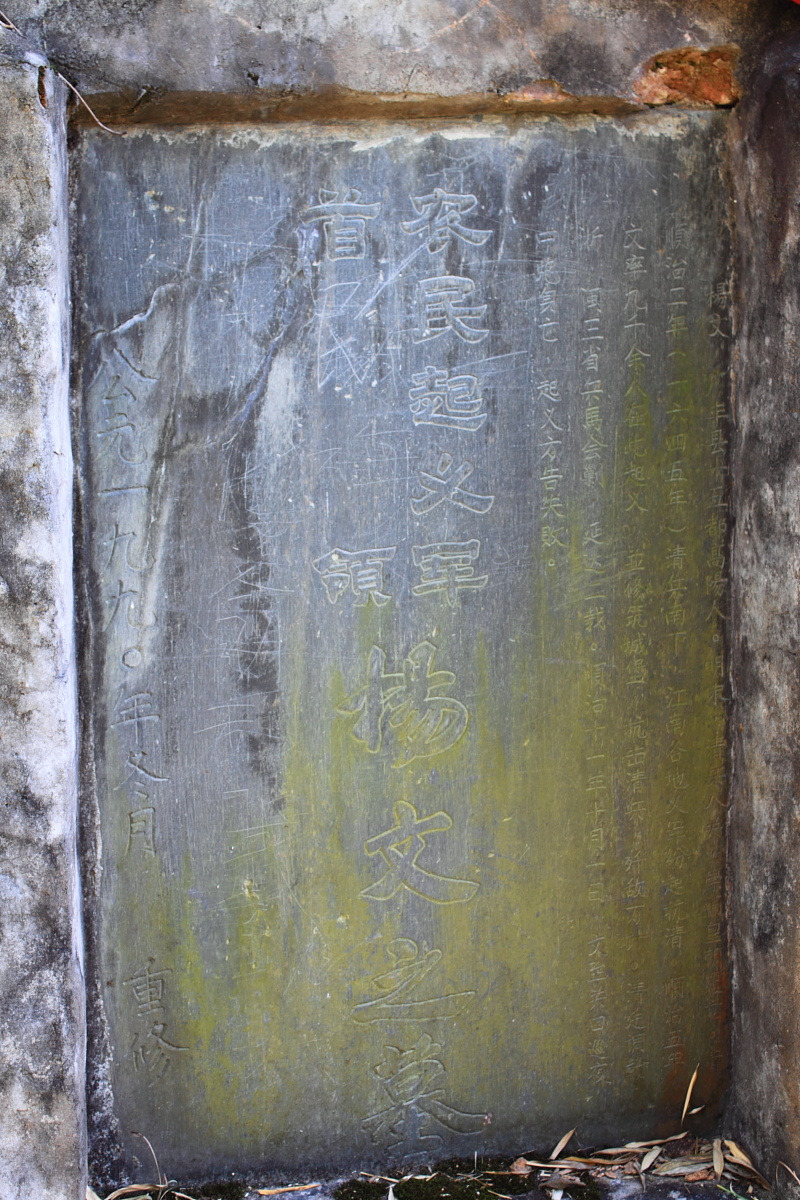
杨文墓碑